# گیورگی گاریچ
گیورگی گاریچ (کرواتی: Jurica Garić؛ زادهٔ ۸ مارس ۱۹۸۴) بازیکن فوتبال اهل اتریش است.

## باشگاهی
از باشگاه‌هایی که در آن بازی کرده‌است می‌توان به ناپولی، آتالانتا، باشگاه فوتبال راپید وین، بولونیا و، باشگاه فوتبال دارمشتات ۹۸ اشاره کرد.

## تیم ملی
وی همچنین در تیم‌های ملی فوتبال اتریش بازی کرده است.